# تريفور لورانس
تريفور لورانس (مواليد 6 أكتوبر 1999 م) هو لاعب كرة قدم أمريكية يلعب في نادي جاكسونفيل جاغوارز.